# Cinéma tadjik
Le cinéma tadjik recouvre l'ensemble des activités de production et réalisation au Tadjikistan, d'abord comme composante du cinéma russe et soviétique puis de façon indépendante à partir de 1991. La production tadjike des années qui précèdent l'indépendance peut être distinguée de la production russe par la langue de tournage des films concernés (principalement tadjik), par la thématique nationale ou par la nationalité de leurs réalisateurs et acteurs.

## Histoire du cinéma tadjik
La société de production Tajikfilm est fondée en 1932. Parmi les premiers films tadjiks, on peut citer Quand les émirs meurent de Lidia Petchorina (1932), Droit à la dignité (1932), Loin à la frontière (1932). En 1934, sort le premier film tadjik, L’Émigré, de Kamil Yarmatov. 
Mais la première filmographie significative (18 films) est celle de Bension Kimyagarov, avec Dokhounda (1956), Roustam et Soukhrab (1971), d'après l'œuvre épique de Abu'l-Qāsem Ferdousi, ou son dernier film L'homme change de peau, réalisé en 1978, un an avant sa mort. Parmi les cinéastes de la même génération, on peut relever les noms de Vladimir Motyl (Les Enfants du Pamir, 1963), Moukadas Makhmoudov, Takhir Sabirov (La Légende de l'amour, 1963), Anvar Touraev ou Souvat Khamidov.
La fin du XXe siècle voit s'affirmer de nouveaux talents, tels que Davlat Khoudonazarov (La Berceuse, 1966 ; Les Murmures d'un ruisseau dans la neige qui fond, 1982), Bako Sadykov (La Tornade, 1989) ou encore Bakhtiar Khudojnazarov (Bratan, le frère, 1991 ; Luna Papa, 1999 ; Le Costume, 2003).
Au Tadjikistan, Mohsen Makhmalbaf, le réalisateur iranien internationalement reconnu, a joué le même rôle que celui qu'il a joué dans la reconstruction du cinéma de l'Afghanistan d'après les Talibans.
En 2003, la Semaine du film d'Iran s'est tenue à Douchanbé, capitale du Tadjikistan. Plusieurs films iraniens, dont Mes yeux pour vous, Le Dernier souper, La Fiancée, Avicenne et Passion furent projetés au Cinéma Vatan à Douchanbé.
En 2006, un film tadjik Pour aller au ciel, il faut mourir (Bihisht faqat baroi murdagon) a été présenté en sélection officielle au 59e Festival de Cannes, dans le cadre de la section "Un certain regard". Son réalisateur, Djamshed Usmonov, s'était déjà fait connaître en France avec Le Vol de l'abeille (coréalisé par Min Byung-Hun) et surtout avec L'Ange de l'épaule droite, également sélectionné à Cannes dès 2002.
Le Festival du film Didar, le premier festival du Film au Tadjikistan, s'est tenu pour la première fois en 2004. En 2008, le film Oumedi okhirine avec Takhmina Radjabova y est primé, ce qui a permis à l'actrice d'être repété par le cinéaste Asad Sikandar et de jouer dans le film afghan Madrasa (en).

## Cinéastes actifs avant 1980
- Marat Aripov (1935-) : Nisso (1965), Le mystère de la tribu (1972, Le secret des ancêtres)
- Suvat Hamidov (1939-) : La rencontre près de la vieille mosquée (1969), Le mystère du col oublié (1973)
- Margarita Kasymova (1938-) : L'été 43 (1967), Djoura Sarkor (1968), Il y avait une fois en première classe (1977)
- Bension Kimiagarov (1920-1979) : Dokhunda (1966)
- Mukadas Mahmudov (1926-) : Petites histoires sur les enfants qui... (1961), La 1002e nuit (1972),  Le piano blanc (1968), Cinq sur un sentier (1973), Le cuisinier et la cantatrice (1978)
- Abdusalom Rahimov (1917-) : Zoumrad (1961), Douze heures d'une vie (1963), Le feu sous la cendre (1967), L'étoile dans la nuit (1972), Brèves rencontres au cours de la Grande Guerre (1975)
- Tahir Sabirov (1929-) : Il est temps que notre fils se marie (1959), ...
- Anbar Touraev (1934-) : La Troisième Fille (1970), Le Premier Amour de Nasreddine (1977)
- Garnik Arazian (1936-) : La route blanche (1974)
- Marat Aripov (1935-) : Le lieu de naissance (1968)
- Amo Bek-Nazarov (1892-1965) : Le prince enchanté (1959)[6]
- Tatiana Berezantseva (1912-) : Leïli et Medjnoun (1960)
- Aleksandr Davidson (1912-) : Zoumrad (1961)
- Nikolaï Dostal (1909-1959) : Le jardin (1939)
- Latif Faïziev (1929-) : Le soleil se lève sur le Gange (1975)
- Ali Khamraev (1937-) : Aime-n'aime pas (Любит — не любит) (1963)
- Daniil Hrabrovitski (1923-1980) : L'appel (1966)
- Kamil Yarmatov (1903-1978) : L'Émigré (tg) (Эмигрант) (1934)
- Nikolaï Litus (1925-) : Mon ami Navruzov (1957)
- Klimenti Minc (1908-) : Concert cinématographique tadjik (1943)
- Vladimir Motyl (1927-2010) : Les Enfants du Pamir (1963)
- Lidia Pekorina (1905-) : Quand meurent les émirs (1932)
- Rafaïl Perelstein (1909-) : L'homme change de peau (1959)
- Vassili Pronine (1905-1966) : Le fils du Tadjikistan (1942)
- Dmitri Vassiliev (1900-1984) : Le Dieu vivant (1934)
- Mikhaïl Verner (1881-1941) : Le Dieu vivant (1941)